# Oude Kloostervaart
De Oude Kloostervaart (Fries en officieel: Kleasterfeart) is een kanaal in de Friese gemeente Súdwest-Fryslân, tot 2011 grotendeels in de gemeente Bolsward.
De vaart loopt ten noordoosten van Bolsward als voortzetting van de Hidaardervaart en mondt uit in de Bolswardertrekvaart. Aan de Oude Kloostervaart staat de windmotor Hartwerd.
Per 15 maart 2007 is de officiële benaming Kleasterfeart, daarvoor Oude Kloostervaart.